# Verbandszuständigkeit
Verbandszuständigkeit oder Verbandskompetenz bezeichnet im Recht die einem Rechtssubjekt (Verband) zugewiesene Aufgabe (Zuständigkeit, Kompetenz).
Gegenbegriff ist die Organzuständigkeit oder Organkompetenz. Diese gibt an, welchem Organ innerhalb des Verbandes eine Aufgabe zugewiesen wird.